# Jadwiga Pietkiewicz
Jadwiga Pietkiewicz (26 novembre 1950) è un'ex cestista polacca.

## Carriera
Con la Polonia ha disputato i Campionati europei del 1974.